# Khalid Muhammad
Khalid Abdul Muhammad (nascido com o nome Harold Moore Jr.; 12 de janeiro de 1948 – 17 de fevereiro de 2001) foi um nacionalista negro que ganhou destaque como líder na Nação do Islã e depois no Novo Partido dos Panteras Negras. Após um discurso racialmente inflamatório na Universidade Kean em 1993, Muhammad foi condenado e removido de sua posição na Nação do Islã por Louis Farrakhan. Também foi censurado pelas duas Casas do Congresso dos Estados Unidos.
Após ser removido da Nação do Islã ele serviu como Presidente Nacional do Novo Partido dos Panteras Negras até morrer de um aneurisma cerebral em 2001. Apesar da polêmica que sempre seguiu sua imagem, suas denúncias fortes e não apologéticas contra a supremacia branca lhe renderam o apoio da comunidade negra.

## Primeiros anos
Harold Moore Jr. foi criado por sua tia, Carrie Moore Vann, em Houston, Texas, onde estudou na Bruce Elementary School, E.O. Smith Junior High School, e na totalmente negra Phyllis Wheatley High School. Após completar o ensino médio, Moore foi para a Universidade Dillard na Louisiana, onde era conhecido como Harold Vann, para se formar em teologia, mas não se formou. Nesta época ele ministrava na Igreja Metodista Sloan Memorial. Em 1967, ele foi iniciado na fraternidade Omega Psi Phi (filial Theta Sigma). Mais tarde, Moore se transferiu para a Universidade Pepperdine, onde obteve seu diploma de bacharel.

## Nação do Islã
Em 1970, enquanto estudava na Universidade Dillard, Moore entrou para a Nação do Islã, que estava sob a liderança de Elijah Muhammad na época. Ele mudou seu nome para Harold Smith ou Harold X, depois para Malik Rushaddin, passou a ser mentorado pelo Ministro Louis Farrakhan, e foi ativo como recrutador dentro da organização. Em 1978, Rushaddin foi nomeado Ministro Regional do Oeste da Nação do Islã e líder da Mesquita #27. Em 1983, o Ministro Farrakhan lhe deu o nome Khalid em homenagem ao general muçulmano Khalid ibn al-Wali, seguidor do profeta Maomé, nomeando-o Espada de Alá.
Em 1984, Muhammad já era um dos conselheiros de maior confiança de Louis Farrakhan na Nação do Islã. Ele foi para a Líbia em uma viagem para levantar fundos, e se tornou próximo do líder do país, Muammar Gaddafi. A dedicação de Muhammad a Farrakhan e à mensagem da Nação do Islã acabou lhe garantindo o título de porta-voz nacional e ele foi nomeado um dos amigos de Louis Farrakhan em 1981. Ele serviu em mesquitas da Nação do Islã em Nova Iorque e Atlanta durante a década de 1980. Em 1987, um tribunal federal condenou-o a nove meses de prisão por fraude hipotecária; após ser solto ele voltou à Nação, tornando-se conselheiro nacional de Farrakhan em 1991.

### Discurso de 1993
Em 1993, Muhammad fez um discurso na Universidade Kean em Union, Nova Jérsei, onde se referiu aos judeus como "sanguessugas", chamou o Papa de "branco imprestável", e defendeu o assassinato de todo e qualquer sul-africano branco que não deixasse a nação após um período de advertência de 24 horas. Ele usou o Evangelho de João na Bíblia para defender seus declarações contra os "chamados judeus brancos", dizendo que eles crucificaram Jesus porque ele revelou que são mentirosos e era contra o "seu pai, o Diabo". O Senado dos Estados Unidos votou 97–0 para censurar Muhammad, e a Câmara dos Estados Unidos aprovou uma Resolução na Câmara em uma sessão especial. Farrakhan respondeu condenando publicamente o discurso de Muhamamd.

## Consequência
Muhammad foi silenciado como ministro e deixou a Nação do Islã logo depois. Em 1994, ele apareceu no apareceu no talk-show The Phil Donahue Show, participando de discussões acaloradas com judeus na plateia em meio a uma explicação de suas declarações públicas.
Muhammad foi baleado por James Bess, um ex-membro da Nação do Islã, após dar uma palestra na Universidade da Califórnia em Riverside no dia 29 de maio de 1994. Ele sobreviveu ao atentado; muitos acreditaram que foi parte de uma conspiração contra Muhammad.

## Novo Partido dos Panteras Negras
Depois de ser destituído de sua posição como porta-voz da Nação do Islã, Muhammad tornou-se presidente nacional do Novo Partido dos Panteras Negras. Em 21 de maio de 1997, ele fez um discurso acalorado na Universidade Estadual de São Francisco, no qual criticou judeus, brancos, católicos e homossexuais.
Em 1998, Muhammad organizou a "Marcha de um Milhão de Homens" na cidade de Nova Iorque que atraiu aproximadamente 6.000 participantes. A marcha foi polêmica desde sua concepção já que o prefeito Rudolph Giuliani não deu uma autorização aos organizadores, chamando-a de marcha do ódio. Um tribunal decidiu que o evento poderia continuar, mas reduziu sua duração e tamanho. No final do comício, assim que Muhammad apareceu no palco para falar, a demonstração foi interrompida por um helicóptero da polícia voando baixo. Muhammad alegou que esse foi o sinal para mais de 3.000 policiais em tropas de choque, incluindo alguns montados a cavalo, para entrar e dispersar a multidão. Em resposta, Muhammad exortou os participantes do comício a atacarem a polícia que se aproximava, a espancá-los com ferros ou atirar neles com suas próprias armas. Dezenas foram presas e 30 policiais e cinco civis ficaram feridos. O prefeito Giuliani disse que a marcha acabou sendo precisamente o que ele previu, "repleta de ódio e retórica anti-branca e antissemita horrível, terrível e cruel, bem como exortações para matar pessoas... os discursos proferidos hoje não devem ocorrer em nenhum lugar." Em seu ativismo subsequente, Muhammad convocou uma segunda marcha em 1999.
Em 2000, os ideais de Muhammad foram apresentados a um grupo demográfico completamente novo quando foi revelado que um dos competidores da versão norte-americana do Big Brother, William Collins (Hiram Ashantee), era seu seguidor. Ele também apareceu em um episódio do programa Louis Theroux's Weird Weekends, onde o apresentador entrevistou diferentes grupos de militantes negros, entre eles os Israelitas negros, Al Sharpton, a Nação do Islã e o próprio Khalid Muhammad.
Em 2001, Muhammad morreu repentinamente de um aneurisma cerebral em Atlanta, Geórgia, aos 53 anos de idade. Foi enterrado no Cemitério Ferncliff no condado de Westchester em Nova Iorque, próximo ao túmulo de Malcolm X.

## Influência na música
Como um proeminente afrocentrista e palestrante sobre história da África, Muhammad atraiu o interesse de diversos artistas de hip-hop, que o samplearam em suas canções. O grupo Public Enemy o citou na introdução da faixa "Night of the Living Baseheads", do álbum It Takes a Nation of Millions to Hold Us Back:
Você esqueceu que quando fomos trazidos para cá, nos roubaram nosso nome? Nos roubaram nossa língua. Perdemos nossa religião, nossa cultura, nosso deus ... e muitos de nós, pela maneira como agimos, perdemos até nossas mentes.
A banda Rage Against the Machine mais tarde parafraseou esta citação na letra de "Freedom" (Rage Against the Machine, 1992) com o verso, "Brotha, did you forget your name?" ("Irmão, você esqueceu o seu nome?")
Ele também apareceu nos álbuns Death Certificate (1991) Lethal Injection (1993) de Ice Cube; no primeiro, Muhammad fala nas faixas "Death" e "The Rebirth", no segundo, fala na faixa "Cave Bitch", uma canção ridicularizando mulheres brancas. No álbum de 1996 de MC Ren The Villain in Black Muhammad aparece na faixa "Muhammad Speaks", onde fala sobre a história dos direitos dos afro-americanos.
Referências musicais a Muhammad desde sua morte incluem uma citação de seu discurso "Kill the White Man" no álbum de 2009 do The Used Artwork, um sample da sua entrevista com Louis Theroux na canção "Hocus Pocus" da dupla Chase & Status e trechos de uma gravação de um de seus discursos sobre Jesus na canção "1000 Deaths" do álbum Black Messiah do cantor D'Angelo, lançado em 2014.

## Vida pessoal
Muhammad teve cinco filhos, incluindo Farrah Gray, que cresceu no lado Sul de Chicago sem a presença de seu pai. Embora Gray visse seu pai apenas durante visitas ocasionais, ele lhe dá crédito por inspirá-lo com confiança. Gary ascendeu da pobreza para se tornar um empresário bem sucedido, mas não participou das atividades políticas do pai.